# Guitrancourt
Guitrancourt település Franciaországban, Yvelines megyében. Lakosainak száma 642 fő (2022. január 1.). Guitrancourt Brueil-en-Vexin, Fontenay-Saint-Père, Gargenville, Issou, Limay és Porcheville községekkel határos.

## Népesség
A település népességének változása:
| Lakosok száma | 635  | 605  | 616  | 615  | 619  | 622  | 626  | 628  | 642  |
|               | 2013 | 2015 | 2016 | 2017 | 2018 | 2019 | 2020 | 2021 | 2022 |